# Morganton (Caroline du Nord)
Pour les articles homonymes, voir Morganton.
La ville de Morganton est le siège du comté de Burke, situé en Caroline du Nord, aux États-Unis.

## Démographie
| 1850 | 1870 | 1880 | 1890  | 1900  | 1910  |
| ---- | ---- | ---- | ----- | ----- | ----- |
| 558  | 554  | 861  | 1 557 | 1 938 | 2 712 |

| 1920  | 1930  | 1940  | 1950  | 1960  | 1970   |
| ----- | ----- | ----- | ----- | ----- | ------ |
| 2 867 | 6 001 | 7 670 | 8 311 | 9 186 | 13 625 |

| 1980   | 1990   | 2000   | 2010   | - | - |
| ------ | ------ | ------ | ------ | - | - |
| 13 763 | 15 085 | 17 310 | 16 918 | - | - |